# Mary Robinson (poète)
Pour les articles homonymes, voir Mary Robinson (homonymie) et Robinson.
Mary Robinson (27 novembre 1757 - 26 décembre 1800) est une poétesse, femme de lettres et féministe anglaise.

## Biographie
Née à Bristol en 1756 ou 1757 ou 1758, elle est mariée dès l'âge de quinze ans à un avocat qui la laisse sans ressources. Elle entre alors au théâtre et s'y fait bientôt une réputation par son talent et sa beauté. Elle devient ainsi la maîtresse en titre du prince de Galles (futur George IV) qu'elle aime passionnément jusqu'à la fin de sa vie, puis a plus tard une liaison intime avec Charles James Fox. Elle met fin à sa carrière théâtrale quand commence sa liaison avec le prince de Galles en 1780 et se consacre aux lettres, ce qui lui vaut son surnom de Sapho anglaise.
Elle laisse des mémoires posthumes mis en ordre et édités par sa fille où elle narre ses malheurs et son amour malheureux pour le prince de Galles. Robinson a écrit surtout huit romans, des pièces de théâtre, des essais et pamphlets et de la poésie. En tant que poète, elle a été prolifique. Sa poésie se caractérise par un esprit novateur et une métrique originale.
Comme sa contemporaine Mary Wollstonecraft, avec qui elle est entrée en  relation à la fin de sa vie, elle soutient ardemment les idées nouvelles de la Révolution française, et défend les droits des femmes. Elle a fait partie d’un cercle littéraire comprenant notamment William Godwin, Mary Wollstonecraft et Samuel Taylor Coleridge,. Les derniers mois de Robinson sont ternies par les dettes et la maladie. Elle meurt en 1800,.

## Œuvres

### Poésie
- Poems, 1775
- Captivity, A Poem and Celadon and Lydia, a Tale, 1777
- London's Summer Morning, 1795
- Sappho and Phaon: In a Series of Legitimate Sonnets, 1796
- Lyrical Tales, 1800

### Théâtre
- The Lucky Escape, représentée à Drury Lane en 1778
- Nobody: A Comedy in Two Acts, représentée à Drury Lane en 1794 Lire en ligne
- The Sicilian Lover: A Tragedy in Five Acts

### Romans
- Vancenza or The Dangers of Credulity, 1792
- La Veuve, 1794
- Angelina, 1796
- Hubert de Sevrac, 1796

### Essais
- Impartial Reflections of the Present Situation of the Queen of France, 1791
- A Letter to the Women of England, on the Injustice of Mental Subordination, 1799